# Дрим-тим
Дрим-тим или Тим снова (енгл. Dream Team) назив је за кошаркашку репрезентацију САД из 1992. која је освојила златну медаљу на Олимпијским играма у Барселони.
По први пут у историји олимпијског покрета на кошаркашком турниру Американци су учествовали са репрезентацијом састављеном од играча из НБА. 
За Дрим-тим су наступили:
| - Мајкл Џордан (Чикаго булси) - Меџик Џонсон (Лос Анђелес лејкерси) - Карл Малон (Јута џез) - Лери Бирд (Бостон селтикс) - Скоти Пипен (Чикаго булси) - Чарлс Баркли (Филаделфија севентисиксерси) | - Патрик Јуинг (Њујорк никси) - Џон Стоктон (Јута џез) - Дејвид Робинсон (Сан Антонио спарси) - Клајд Дрекслер (Портланд трејлблејзерси) - Крис Малин (Голден Стејт вориорси) - Кристијан Лејтнер (Универзитет Дјук) |

Дрим-тим се лако пробио до финала победивши све своје противнике са у просеку 44 коша разлике. У финалу је побеђена репрезентација Хрватске са 117:85.
Већина кошаркашких стручњака тврди да би у том тренутку једини прави отпор Дрим-тиму могла да пружи кошаркашка репрезентација тада већ бивше Југославије са Драженом Петровићем, Владом Дивцом, Тонијем Кукочом, Дином Рађом, Јуром Здовцом и још неколико играча из те генерације.